# История провинции Сычуань
Область Сычуань занимала в истории Китая особую роль. Территория Сычуаньской котловины отличалась высоким плодородием и была густо населена. При этом котловина находится на удалении от центральной части Китая и древних столиц (таких как Сиань), и имеется не очень много удобных проходов. Нередко Сычуань была житницей для остальных районов Китая, и снабжала их продовольствием.
В отдельные исторические периоды в Сычуани образовывались самостоятельные государства. Во время крупных китайских смут и волнений Сычуань отделялась или служила прибежищем для представителей свергнутой династии.
С западной стороны Сычуань примыкает к Тибету, в западной Сычуани располагались отдельные тибетские царства, а также тибетская провинция Кам, Сычуань подвергалась также вторжениям монгольских племён с тибетской стороны.
В древности на территории Сычуани находились царства Шу и Ба, и эту территорию получил первый ханьский император Лю Бан в управление после свержения империи Цинь, используя её как плацдарм для завоевания всего Китая. Позднее в эпоху Троецарствия Лю Бэй, претендовавший на продолжение линии ханьской династии, смог укрепиться в царстве Шу, которое назвал Хань. Последующие царства, эпизодически возникающие в Сычуани, также обычно носили официальное название Хань.
Современное название Сычуань появилось во время империи Сун в X веке после объединения четырёх провинций Чуань в одну.

## Древнейшие археологические свидетельства

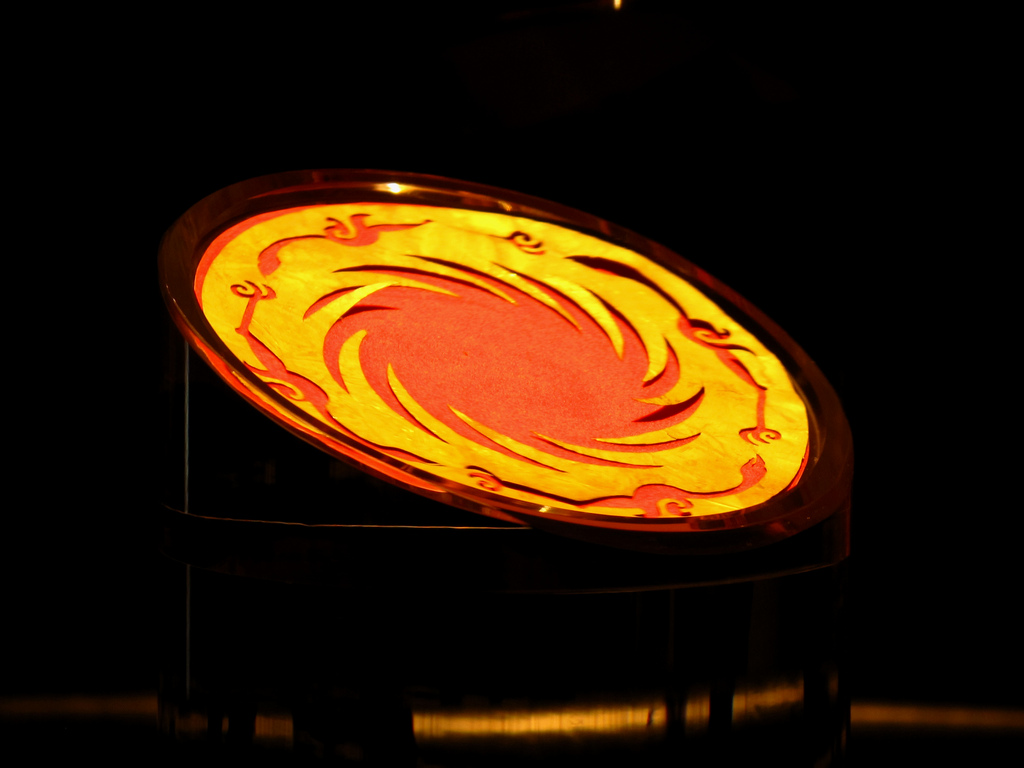
Птицы Золотого Солнца, находка культуры Цзиньша

Ценные археологические находки позднего времени позволили прояснить историю Китая в эпоху неолита. Наиболее известна культура Саньсиндуй (50 км от Чэнду} и Цзиньша (в черте города Чэнду), от которых найдены многочисленные артефакты — предметы из слоновой кости, нефрита, бронзы, золота, резьба по камню. Саньсиндуй датируют 2800—800 годами до н. э., а Цзиньша — с 1200 по 50 годы до н. э., по-видимому около 1000 года до н. э. столица переместилась в Цзиньша. Культура была бесписьменной, население составляли предположительно племена родственные туцзя.

## ЭпохаЧжоу(царства Шу и Ба)
В эпоху Чжоу на территории Сычуани находились царства Шу и Ба, о которых сохранились летописные свидетельства.
Первое письменное упоминание об этих царствах относится к 1046 году до н. э. (Битва при Муе). Некоторые упоминания относятся к раннему Чжоу, но далее до 771 года до н. э. упоминаний мало, что говорит об изоляции царства Шу. Сохраниловь немало легенд и мифов про эти царства, с именами мифических царей-предков (первым царём царства Шу считается Цанцун (蠶叢), основатель шёлкопрядения. В эту эпоху археологические свидетельства говорят об общей культуре царств Ба и Шу, хотя там проживали разные народы. Сохранились свидетельства о контактах этих царств с древними царствами Чу и Цинь, конфликтах и союзах.
Царство Цинь усилилось в 356—338 годах до н. э. благодаря деятельности Шан Яна. В 337 году делегация из царства Шу пришла к циньскому царю Хуэйвэнь-вану с поздравлениями по поводу восхождения на трон. В это же время была построена Дорога Каменных Быков (кит. 石牛道, пиньинь Shíniú Dào, палл. шинюдао) через горы, которая связала царства Цинь и Шу.
В 316 году до н. э. правитель царства Цзу, владевший частью этой дороги, вступил в конфликт со своим братом и бежал в царство Ба, а потом в Цинь. Тогда же циньский советник Сыма Цо, использовав этот инцидент, составил план экспансии для захвата Шу. В результате союзная армия Цинь, Ба и Цзу сначала нанесла поражение брату правителя Цзу, а потом вторглась в Шу. После победы над Шу циньцы обернулись против союзников и аннексировали царство Ба.

## ИмперииЦиньиХань
В 314 году до н. э. Яотун (сын правителя Цзу Каймина) получил титул Шуского хоу, и управлял областью вместе с циньским губернатором. В 311 году чиновник Чэнь Чжуан поднял мятеж и убил Яотуна. Циньские советники Сыма Цо и Чжан И снова снарядили поход в Сычуань и казнили мятежного Чэнь Чжуана. Правителем был назначен Хуэй-хоу, который в 301 году до н. э. в результате сложных интриг вынужден был покончить с собой под угрозой вторжения циньской армии Сыма Цо. Его сын Вань-хоу правил областью до 285 года до н. э., пока не был казнён циньскими властями.
Владение плодородной провинцией Сычуань давало царству Цинь большую прочность, и почти удваивало его территорию. Циньцы стали реализовывать план развития Сычуани, создав там военный округ, укрепив Чэнду мощной стеной, введя новую систему администрации и направив в новые земли десятки тысяч колонистов. Тогда же была построена великая ирригационная система Дуцзянъянь на реке Миньцзян к северу от Чэнду. При этом циньцы значительно меньше внимания уделяли царству Ба, которое обладало некоторой автономией во главе с местной аристократией.
После 280 года до н. э. циньские войска во главе с Сыма Цо использовали Сычуань как плацдарм для дальнейших экспансий и нападения на царство Чу.
Сделанные в Сычуани археологические находки, относящиеся к этому времени, уже показывают сходство с общекитайской культурой, в то время как царство Ба сохраняло отличия.
Лю Бан, основатель ханьской империи, опирался на Сычуань как на базу продовольствия, что помогло ему победить в войне.
В 135 году до н. э. император У-ди снарядил генерала Тан Мэна для выхода с юга Янцзы в Намвьет. Несколько позже, в 125 году, Сыма Сянжу направился в поход в земли горных племён западной Сычуани. Однако оба похода были приостановлены, так как императору требовались ресурсы в войне против сюнну на севере. Тогда же Чжан Цянь вернулся из поездки на запад и доложил о возможности достичь Индии через Сычуань. В 112 году до н. э. генерал Тан Мэн остановил свои завоевательные походы на юг, расширение Китая в то время достигло естественно-географических пределов.
В 17 году до н. э. — крупное восстание в Гуанхани (Сычуань). Подавлено лишь через 10 месяцев.
Когда в 23 году пала империи Синь, установленная узурпатором Ван Маном, то правивший в Сычуани Гунсунь Шу провозгласил себя императором независимого государства Чэнцзя. Когда Лю Сю в 25 году провозгласил создание Восточной империи Хань и занялся объединением страны, то сначала он пытался заставить Гунсунь Шу покориться мирным путём, но когда этого не удалось — в 34-36 годах завоевал Сычуань.
Во время империи Хань Сычуань стала центром даосизма. К первому патриарху Чжан Даолину в 142 году спустился с небес Лао Цзы на горе Хэминшань, после чего образовалась даосская школа Пять Ковшей Риса (позднее Школа Небесных Наставников), первые даосские центры располагались в горах Хэминшань и Цинчэншань. Тогда образовалось даже даосское государство с центром в Ханьчжуне, охватывающее часть Сычуани. В 215 году третий небесный наставник Чжан Лу капитулировал против армии Цао Цао, однако по договору смог сохранить даосскую организацию. При этом Цао Цао переместил даосских лидеров в столицу (Сиань), откуда позднее даосизм этой школы распространился по всему Китаю.

## Падение империи Хань иТроецарствие

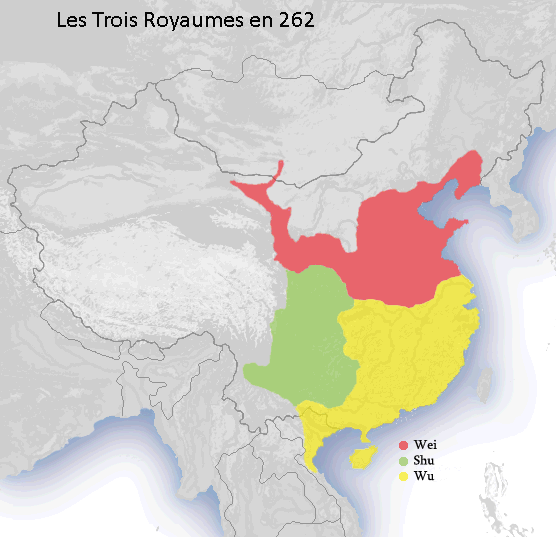
Эпоха Троецарствия. Царство Шу — зелёного цвета

В результате длительной гражданской войны при распаде империи Хань после Восстания Жёлтых повязок, когда территория современной провинции Сычуань была завоёвана Лю Бэем, там образовалось царство Шу (сам Лю Бэй причислял себя к дальним родственникам императоров Хань, и поэтому считал свою страну просто уцелевшим осколком империи Хань, но в обиходе все использовали привычное название «Шу»). Лю Бэй вскоре после вступления на трон умер, и управлением занимался премьер-министр Чжугэ Лян, снискавший славу мудрого министра. После смерти Чжугэ Ляна в 234 году царство Шу не смогла выдержать натиск царства Вэй и вскоре было завоёвано Вэй. Хотя царство Шу просуществовало недолго, в памяти оно сохранилось как образец идеального легитимного государства с мудрым правлением, о чём напоминал мемориальный храмовый комплекс Ухоуци в Чэнду. Имеются многочисленные мемориалы, посвящённые царству Шу и его правителям, генералам и министрам. Большое значение для китайской культуры сыграл роман «Троецарствие».

## Империя ЦзиньиШестнадцать варварских государств

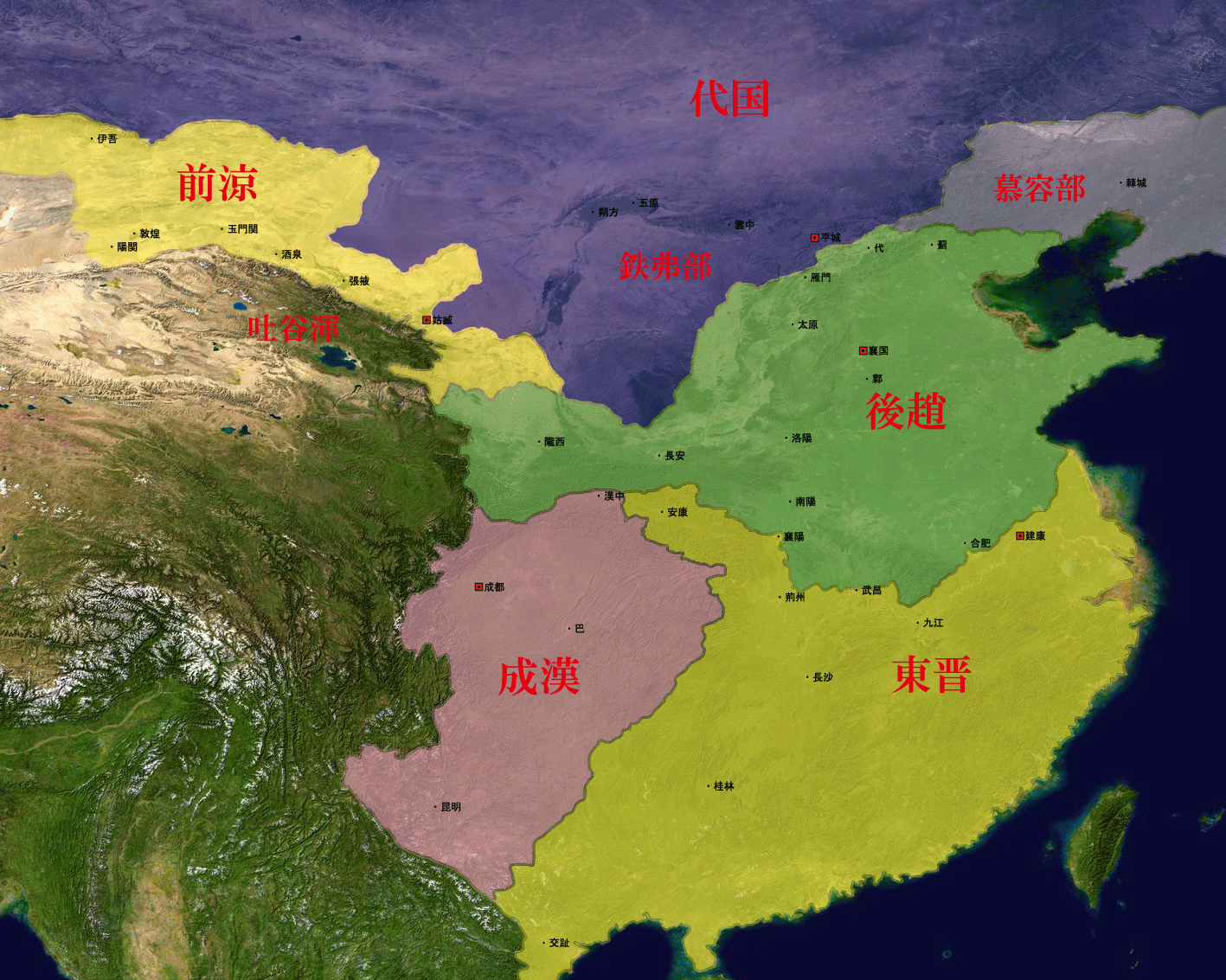
Царство Чэн (розового цвета)

В 265 году Сыма Янь основал империю Цзинь и завершил объединение Китая. В 291 году в стране началась война восьми князей, и в начале IV века от империи Цзинь начали отпадать мелкие недолговечные государства.

### Чэн(303—347)
Государство Чэн (кит. упр. 成汉, пиньинь Chéng Hàn)— одно из 16 варварских государств, существовавшее в 303 г.—347 г, образованное кочевниками племени цзун, проживавшими в провинции Ганьсу, которые в голодные годы двинулись в Гуаньчжун (юг Шэньси), а потом на территорию царств Ба и Шу.
Цзуны под предводительством Ли Тэ пришли в Сычуань в начале IV века. В 304 г. его внук Ли Сюн основал на занятой территории царство Чэн. В 338 году Ли Шоу, свергнув Ли Ци, изменил название царства с «Чэн» на «Хань». В 348 году Хуань Вэнь захватил Чэн/Хань и вновь присоединил его территорию к империи Цзинь.

### Ранняя Цинь(373—395)
В 373 году территория провинции Сычуань была завоёвана у империи Цзинь государством Ранняя Цинь. К концу IV века Восточная Цзинь вернула себе эти земли.

### Западная Шу(404—413)
Государство Западная Шу основал китайский полководец Цяо Цзун (кит. 譙縱), выходец из провинции Сычуань. Около 405 г. он захватил район Чэнду, а в 409 г. был признан императором Гао-цзу (姚興), (Поздняя Цинь). Западная Шу и Поздняя Цинь были тесными союзниками и часто объединяли силы для совместных военных кампаний в районе реки Янцзы. Западная Шу просуществовала менее десятилетия и была уничтожена в 413 г. войсками империи Цзинь.

## Южные Династии
Завоевавший Западную Шу и Позднюю Цинь полководец Лю Юй, вернувшись в столицу империи Цзинь, вынудил императора в 420 году отречься от престола и стал императором сам, основав империю Южная Сун. В 479 году полководец Сяо Даочэн вынудил императора отречься от престола, и стал императором сам, основав империю Южная Ци. В 502 году Сяо Янь вынудил императора отречься от престола, и стал императором сам, основав империю Южная Лян.
В 537 году губернатором провинции Ичжоу (в состав которой входила территория современной Сычуани) был сделан императорский сын Сяо Цзи. После смерти императора в 549 году Сяо Цзи решил побороться за трон. Весной 552 года он объявил себя императором и двинулся с войсками на восток. Однако с тыла неожиданно ударило государство Западная Вэй и захватила Сычуань. Западная Вэй существовала недолго: в 557 году полководец Юйвэнь Ху низложил императора, и возвёл на трон Юйвэнь Цзюэ, провозгласив создание государства Северная Чжоу. В 581 году Ян Цзянь, сместив императора, взошёл на трон и основал империю Суй.

## Империя Тан
Вновь объединившая Китай империя Суй просуществовала недолго, и в 618 году её сменила империя Тан.

## Эпоха пяти династий и десяти царств

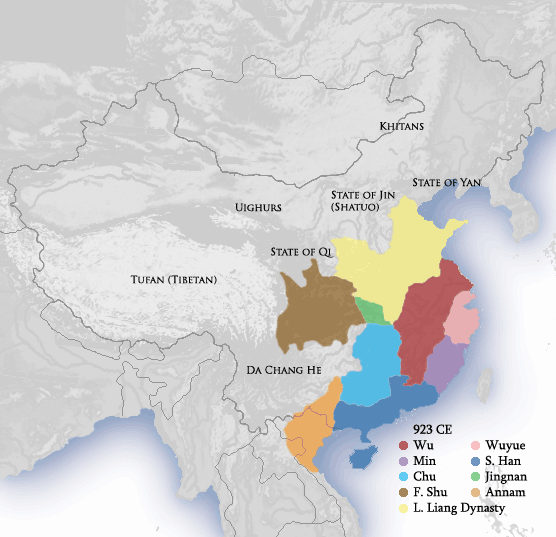
Китай в 923 году. Ранняя Шу окрашена в коричневый цвет

В 891 году император Чжао-цзун империи Тан сделал Ван Цзяня военным губернатором Сичуаня (запад провинции Сычуань). Пользуясь ослаблением центральной власти, тот расширил свои владения на восток, а когда в 907 году полководец Чжу Вэнь вынудил последнего императора империи Тан отречься от престола и провозгласил себя первым императором новой империи — отказался признать его власть. Он попытался договориться с другими военными губернаторами о свержении узурпатора, но, не найдя поддержки, решил сам стать независимым правителем, основав государство Ранняя Шу.
В 926 году Ранняя Шу была завоёвана государством Поздняя Тан. В 934 году позднетанский военачальник Мэн Чжисян основал на территории Сычуани собственное государство Поздняя Шу. В 965 году оно было завоёвано войсками империи Сун.

## Империя Сун
Империя Сун делилась на провинции-лу (路). Сначала на этих землях была учреждена провинция Чуанься (川峡路), которая в 973 году была разделена на провинции Сичуань (西川路) и Сяси (峡西路). В 981 году Сичуань и Сяси были вновь объединены в провинцию Чуанься, но в 997 году Чуанься опять была разделена на Сичуань и Сяси. В 1001 году провинция Сяси была разделена на провинции Личжоу (利州路) и Куйчжоу (夔州路), а провинция Сичуань — на провинции Ичжоу (益州路) и Цзычжоу (梓州路). Позднее Цзычжоу была переименована в Тунчуаньфу (潼川府路), а Ичжоу — в Чэндуфу (成都府路). Вместе эти четыре провинции называли «четыре провинции Чуанься» (川峡四路), или сокращённо «четыре Чуань» (四川) — так и появилось современное название провинции (слово «четыре» в китайском языке звучит как «сы»).
В 993 году на этой территории поднял восстание Ван Сяобо. После его смерти повстанцев возглавил Ли Шунь. В начале 994 года повстанческая армия взяла Чэнду, после чего было провозглашено создание государства Великая Шу. К началу 995 года восстание было подавлено правительственными войсками.

## Империя Юань
В середине XIII века монголы начали завоевание империи Сун. Чтобы не позволить войскам Сун сосредоточиться на защите какой-либо одной области страны и вынудить их рассеяться для отражения монгольского наступления, великий хан Мунке решил разделить свои войска на четыре армии, перед каждой из которых были поставлены особые задачи. Армия под личным командованием Мунке должна была двинуться на юг из лагеря на северо-востоке, занять Сычуань, а после этого идти на восток. Однако Мунке был вынужден задержаться на юго-западе гораздо дольше, чем предполагалось первоначально. Хотя к марту 1258 года его войска и захватили Чэнду, но при дальнейшем движении к Чунцину они остановились под Хэчжоу: сунский полководец Ван Цзянь решил оборонять город и не пожелал сдаться. Мунке провёл под Хэчжоу пять месяцев. С конца марта 1259 по начало мая его войска несколько раз пытались взять город приступом, но так и не смогли достичь успеха. С наступлением сезона дождей война замерла. Как только дожди закончились, монголы вновь пошли на приступ, но опять натолкнулись на ожесточённое сопротивление войск Ван Цзяня. 11 августа 1259 года Мунке скончался (согласно одним источникам — от полученной раны, по другим — от дизентерии или холеры). После смерти Мунке его войска прекратили боевые действия: они продолжали удерживать захваченные области, но больше не делали ничего, и даже не пытались связаться с другими армиями: вопрос престолонаследия был более важен, чем продолжение завоевания Южной Сун. Сычуань вошла в состав Монгольский империи в связи с общей капитуляцией империи Сун в 1275 году.
В Монгольской империи территория Сычуани была сначала подчинена Шэньсийскому полевому секретариату (陕西等处行中书省). Хан Хубилай в 1260 году учредил Циньско-Шуский полевой секретариат (秦蜀行省), позднее переименованный в Шэньси-Сычуаньский полевой секретариат (陝西四川行中书省). В 1286 году Шэньси-Сычуаньский полевой секретариат был разделён на два, и территория Сычуани оказалась в ведении Сычуаньского полевого секретариата (四川等处行中书省).

## Империя Мин

Китай в 1365 году. Государство Ся выделено серо-бурым цветом

В 1351 году во время восстания Красных повязок в среднем течении Янцзы было основано повстанческое государство Тяньвань. В 1357 году повстанческий полководец Минь Юйчжэнь с войском отправился на запад вверх по течению Янцзы и отвоевал у монгольских властей провинцию Сычуань. Формально он продолжал подчиняться правившему в Тяньвани Сюй Шоухуэю, но фактически стал независимым правителем.
Когда после смерти Сюй Шоухуэя Чэнь Юлян в 1360 году провозгласил создание государства Хань, Минь Юйчэнь отказался его признавать и, сменив фамилию с «Минь» (旻) на «Мин» (明) взял себе титул «князь Луншу» (隴蜀王). В 1362 году Мин Юйчжэнь провозгласил себя императором государства Ся. В 1370 году государство Ся получило предложение от империи Мин покориться, но ответило отказом. После неудачи дипломатии дело решила война: в 1371 году Фу Юдэ и Дэн Юй вторглись в Ся и захватили страну. Мин Шэн был сослан в Корею, а государство Ся присоединено к империи Мин.
В 1628 году в империи Мин началась Великая крестьянская война. В 1644 году один из лидеров повстанцев — Чжан Сяньчжун — завоевал провинцию Сычуань, и 16 августа провозгласил себя императором Великого Западного Государства.

## Маньчжурское завоевание Китая
Во время завоевания Китая маньчжурами Великому западному государству пришлось противостоять как наступавшим с севера войскам маньчжурской империи Цин, так и минским лоялистам, основавшим на юге империю Южная Мин. В боях с южноминскими лоялистами армия Чжан Сяньчжуна потерпела поражение; повстанцы оставили Чэнду и отступили на северо-восток Сычуани, намереваясь прорваться в провинцию Шэньси для борьбы с маньчжурами.
Зимой 1646 года маньчжурский князь-регент Доргонь направил на завоевание Сычуани сильное войско во главе с сыном императора Абахая бэйлэ Хаогэ. На сторону империи Цин перешёл один из повстанческих вождей — Ли Цзиньчжун. В январе 1647 года повстанцы были разбиты цинскими войсками, а Чжан Сяньчжун погиб.
После смерти Чжан Сяньчжуна повстанцев возглавил его приёмный сын Сунь Кэван. С большим трудом форсировав Янцзы у Чунцина, повстанцы ушли в провинцию Гуйчжоу. Там они признали власть династии Южная Мин, и на её стороне включились в борьбу с маньчжурами.
Коллаборационисты, поставленные маньчжурами у власти в провинции Сычуань, симпатизировали полководцу-предателю У Саньгую, которому маньчжуры позволили в 1661 году основать собственное княжество на юго-западе страны. Весной 1673 года молодой император Сюанье в ультимативной форме предложил «князьям-данникам» сложить с себя власть. Чувствуя свою силу и поэтому надеясь на отказ, князья подали просьбы об отставке, однако в сентябре она была принята. Сюанье издал указ о роспуске княжеских армий; самим правителям было предложено явиться в Пекин (их было решено поселить в Маньчжурии, что означало ссылку). Тогда в декабре 1673 года У Саньгуй отказался от цинского подданства, а в 1678 году провозгласил создание собственного государства Чжоу. Высшие чины Сычуани поддержали мятеж У Саньгуя, но в итоге он был подавлен маньчжурскими войсками.

## Империя Цин
Во времена империи Цин резиденция губернатора Сычуани находилась в Чунцине.
После поражений в Опиумных войнах Цинской империи пришлось подписать с западными державами неравные договоры. В соответствии с одним из них, с 1891 года Чунцин был открыт для иностранной торговли, а в его речном порту была учреждена таможня. В 1898 году до Чунцина по Янцзы впервые доплыл британский пароход.
В 1905 году с участием казны были созданы две смешанные акционерные компании для постройки Хугуанских железных дорог с двумя линиями (Ханькоу-Чэнду и Ханькоу-Гуанчжоу) с общим капиталом около 40 миллионов юаней. Часть его принадлежала правительству, другая пополнялась за счёт специальных налогов и поборов с населения, а также акций, распространявшихся среди шэньши, буржуазии и землевладельцев провинций Сычуань, Хунань, Гуандун и Хубэй. В мае 1911 года эти компании были национализированы. Эта национализация железных дорог нанесла удар по миллионам налогоплательщиков — крестьян, ремесленников и мелких торговцев. Указ о национализации дорог и весть о подписании договора о займе вызвали волну возмущения в четырёх провинциях.
Хугуанский кризис привёл в сентябре 1911 года к Сычуаньскому восстанию: 25 сентября повстанцы провозгласили независимость провинции Сычуань. К началу октября цинским войскам с огромным трудом удалось подавить основные очаги сопротивления, но восстание вызвало огромный резонанс в стране. В соседних провинциях Хубэй и Хунань молодёжь стала формировать добровольческие дружины в помощь восставшим, а 10 октября в Учане провинции Хубэй началось вооружённое восстание, ставшее началом Синьхайской революции.

## Эра милитаристов в Китае
Запад провинции Сычуань с 1911 года был выделен в Специальный административный район Чуаньбянь (川邊特別行政區).
Когда после смерти Юань Шикая в 1916 году Китай оказался расколот между огромным количеством враждующих вооружённых группировок, провинция Сычуань не стала исключением. Здесь не нашлось одного командующего, который бы подмял под себя остальных, однако сложилась группа милитаристов, известная под названием «Сычуаньская клика», ведущими из которых было пятеро: Лю Сян, Ян Сэнь, Лю Вэньхуэй, Дэн Сихоу и Тянь Сунъяо.
В июне 1930 года в расположенный на западе Сычуани Специальный административный район Чуаньбянь вторглась тибетская армия, но в 1932 году Лю Вэньхуэй сумел изгнать тибетцев.
В начале 1935 года Красная армия Китая во время Великого похода попыталась прорваться в провинцию Сычуань, однако потом была вынуждена пойти в обход, чтобы переправиться через Янцзы в её верховьях по Лудинскому мосту. Приход коммунистов дал Чан Кайши повод ввести в провинцию войска Центрального правительства и взять под контроль местную милитаристскую вольницу.

## Японо-китайская война (1937—1945)
В январе 1939 года Специальный административный район Чуаньбянь был выделен в отдельную провинцию Сикан.
Из-за неудачного для Китая хода японо-китайской войны в 1939 году в Чунцин переехало правительство Китайской республики; Чунцин был поднят в статусе до города центрального подчинения 1-го ранга (подчиняясь теперь напрямую Исполнительному Юаню). В 1940 году Чунцин был объявлен временной столицей страны. Чтобы сломить волю китайцев к сопротивлению, японская авиация начала бомбардировки Чунцина, продолжавшиеся до 1943 года.

## Гражданская война в Китае
После капитуляции Японии в Чунцине при помощи американского посла Патрика Хёрли в Чунцине состоялись прямые переговоры между Чан Кайши и Мао Цзэдуном, завершившиеся подписанием соглашения «двойной десятки». Однако оно действовало недолго, и вскоре в стране разразилась полномасштабная гражданская война.
В конце 1949 года в провинцию Сычуань вошла Народно-освободительная армия Китая, вытеснив отсюда остатки гоминьдановских войск и установив власть КНР.

## КНР
В начале 1950 года власти КНР расформировали провинцию Сычуань, а территорию разделили на четыре административных региона: Чуаньси (川西行署区), Чуаньдун (川东行署区), Чуаньбэй (川北行署区) и Чуаньнань (川南行署区). В 1952 году эти четыре региона были вновь объединены в провинцию Сычуань; в этом же году заработала Чэнду-Чунцинская железная дорога — первая железная дорога, построенная после основания КНР.
В 1954 году Чунцин лишился статуса города центрального подчинения и стал городом провинциального подчинения провинции Сычуань. В 1955 году к провинции Сычуань была присоединена оставшаяся часть провинции Сикан (западная часть которой ещё в 1950 году отошла к Тибету (округ Чамдо)) .
В 1964 году после инцидента в Тонкинском заливе в КНР начала реализовываться программа «третьего фронта» по перемещению промышленности из уязвимых восточных районов на запад страны. Четверть всех перемещаемых в рамках программы предприятий перебазировалась в Чунцин. В рамках выполнения этой программы были построены Сычуань-Гуйчжоуская и Сянъян-Чунцинская железные дороги.
В 1997 году Чунцин был выведен из-под юрисдикции провинции Сычуань и вновь стал городом центрального подчинения.
В 2008 году в провинции произошло разрушительное землетрясение, с последствиями которого помогала справиться вся страна.